# Trichomalopsis caricicola
Trichomalopsis caricicola är en stekelart som först beskrevs av Graham 1969.  Trichomalopsis caricicola ingår i släktet Trichomalopsis och familjen puppglanssteklar. Arten är reproducerande i Sverige. Inga underarter finns listade i Catalogue of Life.